# Middag (tijd)

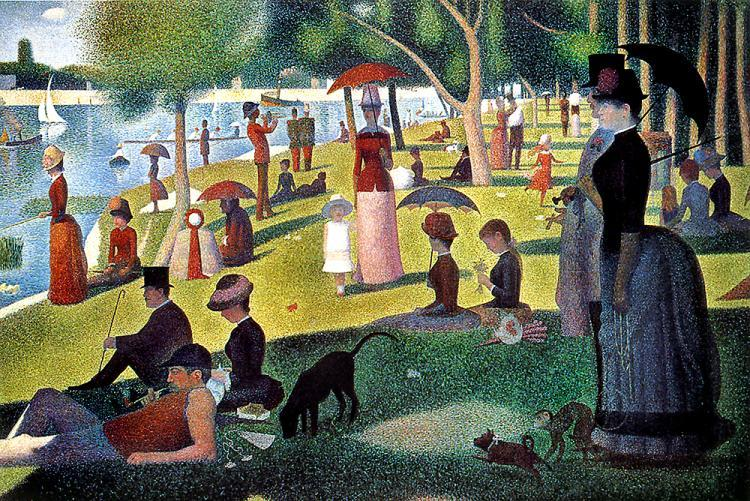
Zondagmiddag op Île de la Grande Jatte, door Seurat

De benaming middag wordt bij het bepalen van de tijd gebruikt voor twee zaken:
- Soms als synoniem voor de noen, het midden van de dag, of de periode van één à twee uur rond het midden van de dag. Binnen een bepaalde tijdzone is dit de tijd waarop de zon haar hoogste punt aan de hemel heeft bereikt. Dit is rond 12 uur 's middags (in West-Europa rond 13 uur 's middags), zie ook meridiaan. In Vlaanderen betekent "middag" vaak specifiek de periode van 12 uur tot ongeveer 13.00 à 13.30 uur, de tijd dat men op school en op het werk middagpauze heeft.
- In Nederland bedoelt men met de middag meestal het dagdeel na de ochtend en voor de avond, dus van 12.00 tot 18.00 uur. Men deelt deze tijdsperiode soms verder op in voormiddag (ca. 12-16 uur) en namiddag (ca. 16-18 uur), maar ook deze twee woorden hebben een verschillende betekenis in Vlaanderen. Met tussen de middag wordt de periode rond 12 uur bedoeld, in het bijzonder de middagpauze. Vooral in het zuiden van Nederland worden zo ook de uitdrukkingen voor de middag en na de middag gebruikt, om aan te geven of iets voor dan wel na de middagpauze is.

## Voormiddag/namiddag
De tijd van ca. 10-12 uur 's ochtends heet in Vlaanderen de voormiddag (letterlijk: voor het midden van de dag), de tijd na 12 uur en tot de avond (ca. 13.30-18 uur) heet de namiddag (na het midden van de dag). Wanneer middag de betekenis van "noen" draagt, kan met namiddag in Vlaanderen ook de gehele periode van 12 tot 18 uur worden bedoeld.
In Nederland wordt alleen het einde van dit dagdeel "middag" (vanaf ca. 16 uur) de namiddag genoemd, terwijl de hele periode tussen 12 en 18 uur er als de middag bekendstaat.

## Achtergrond
Tijdens de middaguren staat doorgaans de zon aan de hemel. Dit is alleen niet het geval tijdens het optreden van een zonsverduistering, wanneer de schemering in de loop van de middag al optreedt (dit is vaak het geval wanneer de wintertijd van kracht is), of gedurende de wintermaanden op de poolgebieden. De zon komt dan een tijdlang gedurende een etmaal zelfs helemaal niet op (men spreekt dan van een poolnacht).
De periode van de noen tot 6 uur 's avonds is over het algemeen het warmste deel van een etmaal. Het warmste tijdstip van de dag wordt bereikt nadat de zon haar hoogste punt aan de hemel al is gepasseerd, aangezien de ingestraalde zonnewarmte daarna nog enkele uren lang groter is dan de warmte die de aarde uitstraalt. Tijdens die uren warmt de atmosfeer verder op. Naarmate de zon lager komt te staan, wordt de invalshoek van de zonnestralen kleiner. Dezelfde bundel zonnestralen bestrijkt dan een grotere oppervlakte. Bovendien leggen de stralen een steeds langere weg door de atmosfeer af, waarbij warmteverlies optreedt.